# Portára

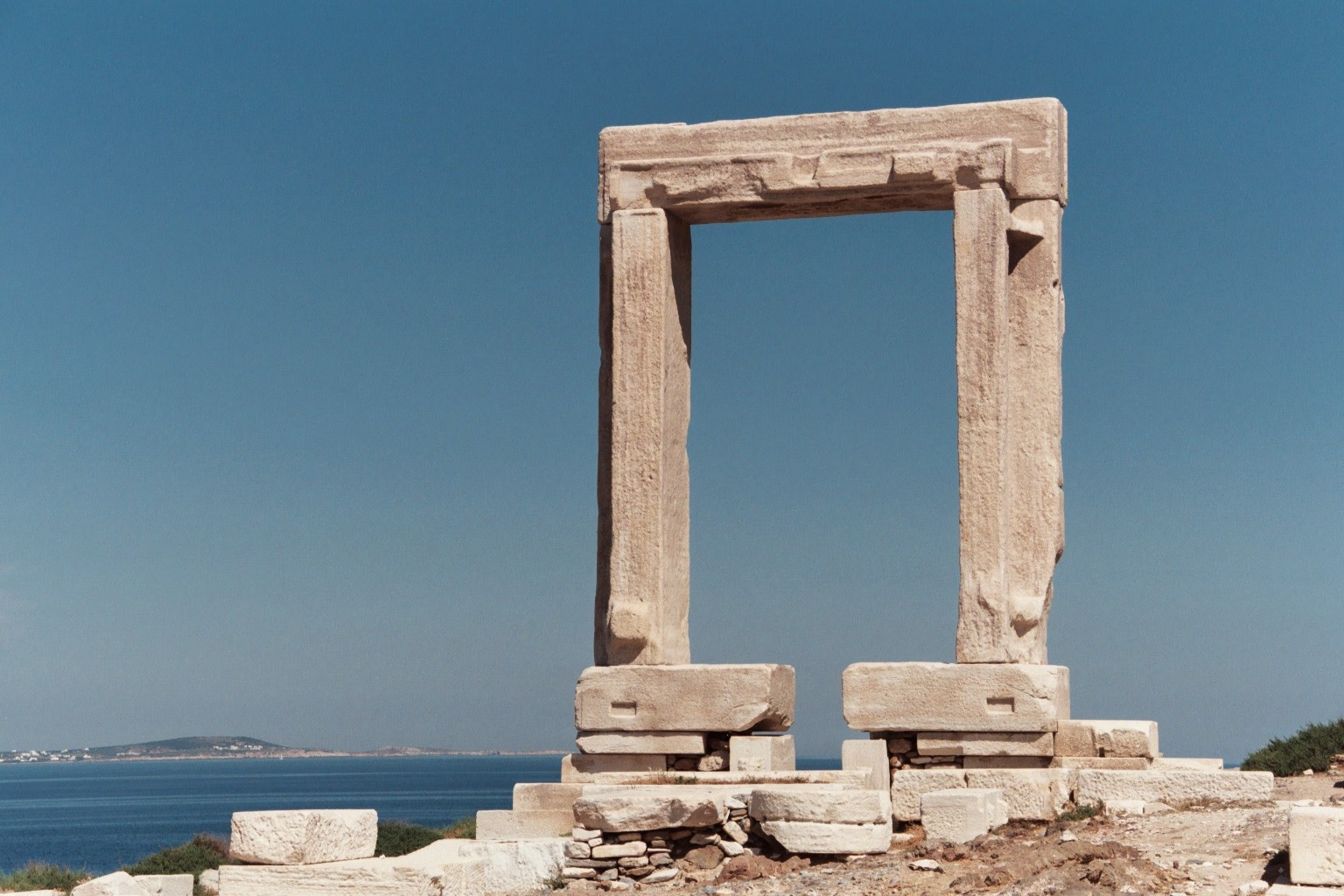
De ingang van Portára, dat tegenwoordig een bepalend beeld biedt voor Naxos

Portára (Grieks: Πορτάρα) is de poort van de niet-afgebouwde 'Tempel van Apollon'  op het Cycladische eiland Naxos. De poort stamt uit de Griekse oudheid.
Rond 522 v.Chr. werden van Griekse zijde plannen gemaakt om op Naxos een tempel te bouwen waarmee Apollon, een belangrijke god binnen de Griekse godsdienst, werd vereerd. De ingang van de tempel werd geplaatst op schiereiland Palatia en het was de bedoeling dat deze ingang enkele kilometers door zou lopen, zodat op het hoogste punt van het eiland een hoofdgebouw kon worden gebouwd. De tempel zou volledig gebouwd worden van marmer, een materiaal waar Naxos bekend om staat. 
Er werd een volledige poort en een lange gang gemaakt. Toen ongeveer 30 jaar later het bewind van de tiran Lygdamis echter viel, werd de bouw gestaakt. De Grieken lieten de ingang die was gebouwd niet slopen, maar haalden regelmatig marmeren onderdelen weg om voor andere gebouwen te gebruiken. Wat overbleef was de zes-meter hoge poort op Palatia. Tegenwoordig is die poort voor de Cycladen een zeer belangrijke bezienswaardigheid.